# Cerro de Charf
El Cerro de Charf,  en (francés Colline du Charf ) es un cerro en Tánger, en el norte de Marruecos. Su elevación es de 93 metros sobre el nivel del mar  y  tiene vistas de la ciudad entre el Mediterráneo y el Atlántico.

## Descripción
El cerro ofrece una vista panorámica de Tánger y la línea de costa  de la Punta Malabata en el este hasta La Montagne en el oeste. 
El cerro de Charf   tiene varios edificios de gran altura y hacia el pie de la colina se encuentran algunos de los barrios residenciales pobres de Tánger y la Plaza de Toros. La Mezquita siria de Tánger está también localizada en el cerro y destaca por su estilo de minarete, poco común en la región. 
La leyenda dice que el cerro de Charf es el sitio de entierro del enorme cuerpo de Anteo después de que  este fue derrotado por Hércules.